# Ludwig Harms (Mediziner)
Ludwig Harms (* 23. August 1900 in Hermannsburg; † September 1984 in Leipzig) war ein deutscher Mediziner und Funktionär der Blockpartei Christlich-Demokratische Union Deutschlands (DDR) (CDU). Er war Abgeordneter in der Volkskammer.

## Leben
Harms wurde als Sohn eines Pfarrers geboren. Nach der Volksschule in Hermannsburg besuchte er in Celle ein Gymnasium. Nach dem bestandenen Abitur studierte er an den Universitäten in Tübingen, Rostock und Kiel von 1921 bis 1926 Medizin. 1927 bestand er sein Staatsexamen und wurde mit der Dissertation Das Carcinom der Papilla Vateri und seine radikale Operation zum Dr. med promoviert. In den folgenden vier Jahren arbeitete Harms als Assistenzarzt in Krankenhäusern in Kiel, Hannover, Hildesheim und zuletzt Merseburg. 1931 übernahm er eine Landarztpraxis im thüringischen Langenleuba-Niederhain, die er mit Unterbrechung durch den Kriegsdienst bis 1953 führte.
Nach Kriegsende trat er bereits 1945 der CDU in der sowjetischen Besatzungszone bei, begründet den CDU-Kreisverband Altenburg mit und leitete die CDU-Ortsgruppe seines Wohnortes bis 1953. Von 1948 bis 1951 war Harms Vorsitzender des CDU-Kreisverbandes Altenburg, von 1950 bis zu seiner Auflösung 1952 war er auch Mitglied des CDU-Landesvorstandes Thüringen. Zu den Volkskammerwahlen am 15. Oktober 1950 nominierte ihn seine Partei als Kandidat, anschließend gehörte er dem DDR-Parlament in der ersten Wahlperiode von 1950-1954 an. Harms war dort berufsbezogen Mitglied im Ausschuss für Gesundheitswesen. 1953 wechselte Harms in die sächsische Großstadt Leipzig, wo er als Chefarzt die Leitung der Poliklinischen Ambulanz der Meyer’schen Häuser übernahm. Zudem fungierte er als Leitstellenarzt im Leipziger Stadtbezirk Südwest. Nachdem Harms 1954 wegen seiner beruflichen Belastung nicht erneut für die Volkskammer kandidierte, ließ er sich 1955 jedoch zum Nachfolgekandidaten erklären. Ende 1957 rückte er dann in dieser Rolle als Nachfolger für den verstorbenen CDU-Abgeordneten Robert Mittag in die Volkskammer nach. 1958 wurde Harms nochmals für eine Wahlperiode als CDU-Vertreter in die Volkskammer gewählt.
1963 zwang ihn nach offizieller Darstellung ein Herzleiden dazu, seine politischen Ämter abzugeben, als Chefarzt war er aber weiterhin bis 1972 tätig.

## Ehrungen
- 1961 Sanitätsrat[1]
- 1964 Medizinalrat[1]
- 1976 Vaterländischer Verdienstorden in Bronze[3]